# Les Grands (film, 1918)
Pour plus de détails, voir Fiche technique et Distribution.
Les Grands est un film muet français réalisé par Georges Denola, sorti en 1918.
Il s'agit de la première adaptation au cinéma de la pièce Les Grands, pièce en quatre actes de Pierre Veber et Serge Basset, créée au Théâtre de l'Odéon le 26 janvier 1909. Il y aura deux autres adaptations cinématographiques par la suite, d'abord en 1924, Les Grands, réalisée par Henri Fescourt, puis en 1936, Les Grands, réalisée par Robert Bibal et Félix Gandéra.

## Fiche technique
- Titre : Les Grands
- Réalisation : Georges Denola
- Scénario : d'après la pièce de Pierre Veber et Serge Basset (1909)
- Photographie :
- Montage :
- Producteur :
- Société de production : Société cinématographique des auteurs et gens de lettres (S.C.A.G.L)
- Société de distribution :  Pathé Frères
- Pays de production :  France
- Langue : film muet avec les intertitres en français
- Format : Noir et blanc — 35 mm — 1,33:1 — Muet
- Genre : Film dramatique
- Métrage : 1 430 mètres
- Durée : 47 minutes 40
- Date de sortie :
  - France : 4 octobre 1918

## Distribution
- Maurice Lagrenée : Jean Brassier
- Simone Frévalles : Hélène Lormier
- Maxime Desjardins : Monsieur Lormier
- Émile Mylo : le veilleur
- Jean Silvestre : Surot
- Albert Bras : Monsieur Brassier
- Herman Grégoire : l'économe
- Roger Tréville
- Jeanne Brindeau
- René Hiéronimus
- Jean Debucourt